# جويل ماكيفر
جويل ماكيفر (بالإنجليزية: Joel McIver)‏ هو كاتب بريطاني، ولد في 10 فبراير 1971 في بادنغتون في المملكة المتحدة.

## وصلات خارجية
- جويل ماكيفر على موقع ميوزك برينز (الإنجليزية)